# Nichole Ayers
Nichole Ayers, född 13 december 1988 i San Diego i Kalifornien, är en amerikansk astronaut. Hon togs ut till astronautgrupp 23 i december 2021.

## USA:s Air Force
Nichole Ayers flyger T-38 Talon och F-22 Raptor. Hon är även flyginstruktör på de båda flygplansmodellerna.

## NASA
Nichole Ayers kommer göra sin första rymdfärd med SpaceX Crew-10.